# 移籍金
移籍金（いせききん）とは、プロスポーツ選手が所属する団体（クラブ）との契約期間中に所属団体（クラブ）を変更（移籍）するにあたり、新しい移籍先から元の所属団体に対して支払う金額のことである。選手が契約期間中に所属団体を移籍するので、違約金と同じものである。原則として、契約期間外の移籍や、戦力外通告された選手が移籍しても、移籍金は発生しない（ただし競技によっては例外がある。詳細は後述）。
特にサッカーでよく耳にする言葉であるが、それ以外のスポーツでもしばしば発生する。
また、スポーツではないが日本の携帯電話業界において、番号ポータビリティを用いてキャリアを変更する際に、元々契約していたキャリアに支払う契約解除料（縛り (携帯電話)も参照）も本質的には移籍金と同じようなものである（通常は契約者が支払うが、代理店が肩代わりするケースもあり、この場合はプロスポーツでの移籍と同様な金銭の流れになる）。

## サッカー
サッカーにおける選手の移籍については、国際サッカー連盟 (FIFA)が「Regulations on the Status and Transfer of Players（選手の地位と譲渡に関する規則）」 として基本原則を示しており、これに基づき各国協会（日本では日本サッカー協会 (JFA)）が詳細ルールを定めている。同一国内のクラブ間の移籍においては、移籍金の基準や支払い方法などは基本的に各国協会のローカルルールに基づく。
諸外国では移籍金の上限を定めない場合が多い。そのため選手個人に所属クラブが値段をつけ、交渉を行う。したがって、若くても才能豊かな選手が破格の移籍金で移籍することもあれば、絶対に移籍してほしくない選手には所属クラブが（移籍金200億など）法外な移籍金をかけることもある。また、少なくとも欧州連合 (EU) 域内においては、1995年12月のボスマン判決以降、契約満了後に元所属クラブが移籍先チームに移籍金の支払を要求できるような制度が無くなったため、契約が満了した選手は完全にフリーな立場となる。2009年度まで、日本では移籍金の過度な高騰を防ぐために、JFAにより移籍金の上限が定められていたが、同年度のオフシーズンからEU内クラブと同様に、移籍金制度が完全撤廃された。但し、南米などでは、依然としていわゆる「保有権（パス）」制度が生きているため、契約が満了しても選手は自由に移籍できるとは限らない。
なお23歳以下の選手が移籍する場合には、原則として移籍先クラブが、通常の移籍金とは別に12歳から21歳までの間のクラブ在籍年数に応じた「トレーニング補償 (training compensation) 」の支払い義務が生じる。
また、FIFAは国際移籍（別の協会のリーグへの移籍）をするような優秀な選手を育てたクラブ（12歳-23歳在籍チーム）が、その対価を得られる「連帯貢献金」がある（移籍先の支払い義務であり、移籍金の支払いと別に支払う）。「トレーニング補償 (training compensation) 」と「連帯貢献金」は併用できずトレーニング補償が優先される。

### 連帯貢献金
2001年、FIFAは、国際移籍をするような優秀な選手を育てたクラブ（12歳-23歳在籍チーム）が、その対価を得られる制度として「連帯貢献金」を定めた。選手が国際移籍をした場合に、移籍金の5%が連帯貢献金となる。12-15歳まで所属したクラブは1年当たり移籍金の0.25%、16-23歳までのクラブは0.5%。例えば、2012年7月1日にボルシア・ドルトムントからマンチェスター・ユナイテッドFCへ移籍金15億円で移籍した香川真司の場合は、このうち5%の7500万円の連帯貢献金を、香川が12歳から23歳まで育ったクラブに分配することが出来る。香川が12歳から16歳まで過ごしたFCみやぎバルセロナが2千万円強で、残りの連帯貢献金は、21歳まで過ごしたセレッソ大阪、23歳まで所属したドルトムントはこの移籍では受け取ることができず支払われない。(ドルトムントはこのドルトムントからマンチェスターへの移籍では権利が無く、マンチェスターから次への移籍時に権利がある)。連帯貢献金は移籍金が発生する国際移籍のたびに支払われるため、今後も選手を育てたクラブが受け取ることが出来る。

### EU内システム
1995年12月に欧州司法裁判所で出されたボスマン判決により、ヨーロッパ連合 (EU)に加盟する国（2004年5月1日現在で25カ国）の国籍を持つプロサッカー選手が以前所属したクラブとの契約を完了した場合、EU域内の他クラブチームへの移籍を自由化（つまり契約が完了した後はクラブが選手の所有権を主張できない）された。また、EU域内のクラブチームにおいては、EU加盟国籍を持つ選手は外国籍扱いされない。そのため、EU内の各クラブは、現在は選手と長期契約を結んでいる。長期契約中に、他のクラブに移籍するためには、それまでの契約を破棄する為に「違約金」を支払う必要がある。現在では、EU内のクラブにおいては、移籍金と言えば、この違約金を指す。

### 日本国内におけるシステム
2009年度のオフシーズンから、日本も、EU内システムに追随し、移籍金の制度は事実上完全撤廃されている。
以下は、2009年度まであった日本の移籍金制度の記述である。
日本プロサッカーリーグ（Jリーグ）を含む、JFA所属のサッカークラブでは、選手が移籍する場合に、元所属チームが移籍先チームに対し移籍金の支払を要求できる。日本国内での移籍の場合、あるプロ選手がチームとの契約満了後30ヶ月以内に次のチームとプロ契約した場合、元所属クラブは移籍先チームに移籍金の支払を要求できるほか、一旦アマチュア選手として契約しても移籍承認日から3年以内にプロ契約に移行した場合には同様に移籍金の支払を要求できる。
なおJリーグに所属するクラブは、日本国内で育成された選手の移籍に伴い移籍金を受領した場合、その4%をJリーグに納めなければならない。

#### 移籍金の上限
移籍金の上限は、プロA契約を結ぶ選手が契約期間中に移籍する場合は、単に「クラブ間の合意による」とのみ規定されているため、実質的に上限はない。
プロA契約選手の契約更新に伴う移籍金の上限金額は、平均基本報酬に以下の移籍係数を乗じた額とする。
移籍金=平均基本報酬×移籍係数
プロA契約の選手にプロA契約以外の契約を提示した場合や、プロB・C契約、社員選手の場合の移籍金については プロサッカー選手に関する契約・登録・移籍について を参照。またアマチュア選手をプロ選手として移籍させる場合、元所属クラブは移籍金の代わりに「トレーニング費用」を請求することができる（ただしFIFAルールと異なり、15歳 - 22歳の間の在籍年数が基準）。

#### 平均基本報酬
平均基本報酬=（X+Y+Z）÷3
- X：移籍元クラブにおける今期の基本報酬（年額）
- Y：移籍元クラブが申し出た来期の基本報酬（年額）
- Z：移籍先クラブが申し出た来期の基本報酬（年額）

なおYの金額がXの金額を30%を超えて下回る場合は、通常の算出方法と下記の金額のうち低いほうを移籍金の上限とする。
- 30%超50%以下：Xの金額
- 50%超100%未満：30万円×在籍年数
- 100%（「0円提示」の場合）：移籍金は発生しない

#### 移籍係数表
J1をカテゴリ1 (C1)、J2をカテゴリ2 (C2)、JFL以下のリーグをカテゴリ3 (C3)とする。
全カテゴリからC1への移籍（J1、J2、JFL→J1への移籍）をパターンA
C2,C3の同カテゴリ間、及びC3からC2への移籍（J2、JFL→J2、JFL→JFLへの移籍）をパターンB
上位カテゴリから下位カテゴリへの移籍（J1→J2、JFL、J2→JFLへの移籍）をパターンCとすると、
| パターン      | A  | B   | C   |
| ------------- | -- | --- | --- |
| 16 - 22歳未満 | 10 | 9   | 2.5 |
| 22 - 25歳未満 | 8  | 4   | 2   |
| 25 - 28歳未満 | 6  | 3   | 1.5 |
| 28 - 30歳未満 | 3  | 1.5 | 0   |
| 30歳以上      | 0  | 0   | 0   |

#### 移籍係数0の対象年齢の扱い
2001年度までは移籍係数0（即ち移籍金がかからない）の選手の対象は満年齢33歳以上の選手が対象だった。ところがベテラン選手の活躍の機会を出来るだけ増やそうという観点から、2002年度から段階的に1歳ずつ引き下げ、2004年度からはその対象を満年齢30歳以上の選手を対象とすることとなった。なおこれはとりあえず2006年度まで実施し、その後は改めて検討することとなっていた。

### レンタル移籍
レンタル移籍の場合は、選手の保有権（パス）は元所属クラブがそのまま保有するため、移籍金はかからないが、その代わり選手の身分を一定期間保有するためのレンタル契約金を元所属クラブに支払うことが義務付けられている。なおこの場合のレンタル契約金について、JFAでは「移籍先クラブ、移籍元クラブの合意によって決定する。」とのみ定めており、特に上限は決められていない。

### トレーニング費用
JFAの規定で国内においてアマチュア選手がプロ選手として移籍する場合、直前に在籍した団体は4年間まで1年あたり30万円を上限に移籍先クラブに請求できる。5年以降や二つ前に在籍した団体は15万円が上限。つまり大卒選手がJリーグクラブへの入団では30万円×4年＝120万円が、高卒選手では90万が上限である。全日本大学サッカー連盟では、このうち4割を提出してもらい、大学選抜などの活動資金に充てている。

## プロ野球
プロ野球では、フリーエージェント選手獲得の際に旧所属球団に対し支払う金銭補償や、選手のトレード、いわゆるポスティングシステムによる入札などで、旧所属球団と移籍先球団の間で金銭の授受が行われることがあり、その際に支払われる金銭を「移籍金」と称する場合がある。詳しくは各項目を参照。
ただし、サッカーの移籍金が「所属チームと選手間の現行契約を破棄することに対する違約金」であるのに対し、プロ野球のトレードやポスティングシステムによる移籍で支払われる金銭は「選手の保有権を購入するための対価」である点が異なる。

## モータースポーツ
レース界では明確なルールは存在していないが、主に1990年代以後のフォーミュラ1において、他チームとの複数年契約（もしくは優先的に交渉できる権利があるオプション契約）が残っている有望なドライバーを引き抜く形で翌年の契約を別の有力チームが希望し、ドライバーも移籍を希望した場合、元の契約を結んでいるチームが「違約金」として移籍先のチームに金銭を要求するケースが生じるようになった。
- 1990年のジャン・アレジのケースでは、ティレルと契約中だったがスクーデリア・フェラーリとウィリアムズF1が1991年からアレジの加入を希望。詳細は明らかにされていないが、当時アレジのマネージメントを担当し交渉役だったエディ・ジョーダンの発言では[6]、ティレルとウィリアムズに対して最終的な移籍先となったフェラーリから「違約金」が支払われることで決着がついた。最も早く1991年の仮契約を結んでいたウィリアムズに対しては金銭だけではなくフェラーリから自チームのマシン1台（フェラーリ・641/2）も違約金の一部としてウィリアムズに譲渡された。
- 1992年のミカ・ハッキネンのケースでは、チーム・ロータスと1993年の契約が締結されていたが、その発表後にウィリアムズF1とマクラーレンがハッキネンの獲得を希望し、ロータスのチームマネージャーが「契約譲渡金」として13億円を要求し、これを支払えば移籍を容認するという条件提示をした[7]。詳細な内容は明らかになっていないが、ハッキネンは1993年からマクラーレンと契約に至った。
- 1995年のエディ・アーバインのケースでは、既にシーズン中からジョーダン・グランプリとの来季残留が発表されていたが、スクーデリア・フェラーリがアーバイン獲得へ向け交渉。多額の違約金を支払いアーバインとの契約を買い取る形で移籍が成立した。
- 2013年のパストール・マルドナドの場合、ウィリアムズF1と翌2014年の契約が残っていたが、チーム状態の悪さからマルドナドがロータスF1チームへの移籍を希望。マルドナドを支援するベネズエラ国営のPDVSAがウィリアムズに対し「違約金」として残されていた2014年分のスポンサー契約料およそ35億円[8][9]を支払う事でマルドナドのウィリアムズ離脱とロータス加入が実現した。